# 피의 연대기
《피의 연대기》는 2018년 개봉한 월경에 관한 대한민국의 다큐멘터리 영화이다.
다큐멘터리 《우포늪의 사람들》의 작가, 한국영상자료원의 한국영화박물관 단편 다큐멘터리 《녹성에서-씨네21까지, 잡지로 보는 한국영화사》를 만든 김보람 감독의 첫 장편 다큐멘터리이다. 2015년 11월 다큐멘터리를 해외배급하는 독에어에 근무하던 오희정 프로듀서와 김보람 감독이 기획했다. 단편 《심경》 《심심》을 연출한 김승희 감독이 애니메이션을 담당했다.19회 서울국제여성영화제 다큐멘터리 옥랑문화상, 43회 서울독립영화제 새로운 시선상 수상작이다. 제작 과정에서 취재 중 모인 광범위한 자료를 묶은 책 《생리공감》이 영화 개봉 이후에 출간됐다.

## 출연진
- 여경주 - 본인 역
- 김보람 - 본인 역
- 심이안 - 본인 역
- 박현지 - 본인 역
- 이슬기 - 본인 역

## 같이 보기
- 2018년 대한민국의 영화 목록